# Bernard II d'Orley

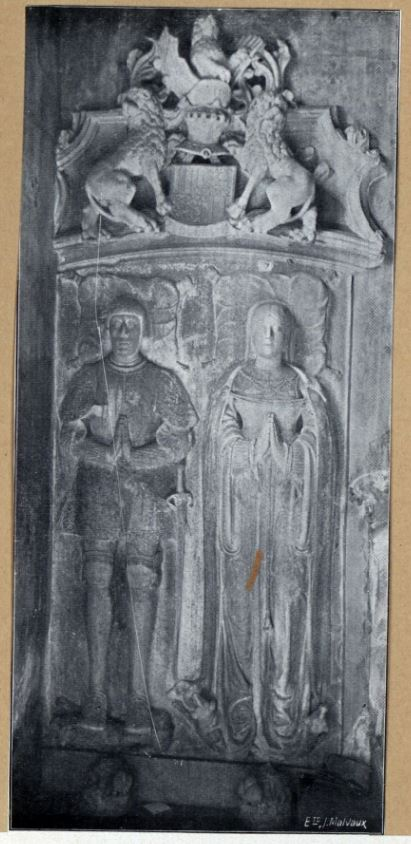
Grafsteen van Bernard d'Orley en Isabeau de Wittem (uitgevoerd door Jehan Mone, ca. 1507)

Bernard II d'Orley, heer van La Follie, Seneffe, Tubize etc. (ca. 1476 – Burgos, 15 november 1506) was een Zuid-Nederlands edelman. Hij was eerste schenk van Filips de Schone en grootbaljuw van Nijvel en het roman pays de Brabant.

## Leven
Bernard II was de zoon van Bernard I d'Orley († 1492) en Françoise d'Argenteau. Hij trouwde in 1487 met Isabeau de Wittem, met wie hij een zoon Philippe en een dochter Jeanne kreeg.
Tijdens de Vlaamse Opstand tegen Maximiliaan verweerde de jonge Orley zich met zijn schoonvader Hendrik van Wittem en enkele andere edelen tegen het offensief van de Brusselaars. Pontus Heuterus verhaalt hoe de opstandelingen, na diverse kastelen en plaatsen te hebben ingenomen, hun tanden stukbeten op La Follie.
Orley maakte deel uit van het gevolg van landsheer Filips de Schone, van wie hij de eerste schenk was. In 1501, 1503 en 1506 vergezelde hij zijn vorst naar Spanje. Die laatste reis werd ondernomen om de Castiliaanse troon te claimen na het overlijden van koningin Isabella. De Bourgondisch-Nederlandse manieren van Filips en zijn gevolg waren de Spanjaarden vreemd en zorgden voor nogal wat wrevel. Toen Filips onverwacht kwam te overlijden in Burgos, gingen er geruchten van vergiftiging, temeer omdat ook Orley – die alle dranken voorproefde – ziek was geworden en een paar maanden later de geest gaf. De anonieme kroniekschrijver geloofde persoonlijk niet dat er gif in het spel was geweest, maar hij schreef dat alleen God wist hoe het zat.
Het lichaam van Orley werd gerepatrieerd tot in Châlons-en-Champagne, waar het in het jacobijnenklooster werd begraven. Zijn echtgenote liet een praalgraf maken voor de familiekapel in de Sint-Remigiuskerk van Écaussinnes-d'Enghien. Jehan Mone sculpteerde de twee gisanten voor de laatgotische grafplaat, die een inscriptie draagt en het devies van Orley: QVI EN VOELTE DE LA FOLLIE. De rest van het graf is verdwenen, maar de plaat is bewaard, ingemetseld in een kerkmuur. Het kasteel van La Follie bevat voorts een renaissanceglas (ca. 1530), waarop Bernard en Isabeau zijn weergegeven met hun patroonheiligen en wapenschilden.

## Voetnoten
1. ↑  P. Houart, "Les Écaussinnes et leurs châteaux" in: Entre Senne et Soignes, 1970, p. 12
2. 1 2  Rafael Domínguez Casas, "Heráldica en el arte del Renacimiento: Burgos y el Sur Provincial" in: Biblioteca. Estudio e investigación, 2003, p. 230-232
3. ↑  M. Gachard, Collection des voyages des souverains des Pays-Bas, vol. I, 1876, p. 463-464